# Обстріли Свеської селищної громади
Обстріли Свеської селищної громади — серія обстрілів та авіаударів російськими військами території селища Свеса та населених пунктів Свеської селищної громади Шосткинського району (колишнього Ямпільського району) Сумської області в ході повномасштабного російського вторгнення в Україну.
Наказом Міністерства з питань реінтеграції тимчасово окупованих територій України територія громади з 24 травня 2022 року була внесена до оновленого переліку територій України, де тривають бойові дії, або які перебувають в окупації російських військ. Жителям громади, зареєстрованим як внутрішньо переміщені особи (ВПО), здійснюватимуться виплати.

## 2023

#### 25 лютого
Свеська громада: з 12.48 був мінометний обстріл − зафіксовано 4 "прильоти".

#### 21 березня
Мінометних обстрілів зазнали Великописарівська (20 «прильотів») та Свеська (12) громади.
З 11:05 до 11:25 зафіксовано 12 приходів, імовірно з міномета 120 мм, у районі села Дем'янівка Сумської області.

#### 16 квітня
У ніч на неділю російські окупанти завдали авіаційного удару по околиці смт Свеса, унаслідок чого дві особи дістали тілесних ушкоджень. Було пошкоджено приміщення комунальної установи та два адмінприміщення.

#### 24 червня
На територію Свеської громади ворог скинув 73 міни.

#### 10 серпня
За офіційною інформацією, в громаді зафіксовано 4 вибухи. 

## 2024

#### 3 січня
Вночі росіяни здійснили обстріл Свеської громади. Зафіксовано чотири вибухи з міномету. Попередньо – без наслідків.

#### 6 січня
На територію Свеської громади ворог скинув одну міну.

#### 7 березня
У Свеській громаді був кулеметний обстріл території.

#### 16 березня
Зафіксовано 4 вибухи з міномета 120 мм.

#### 19 березня
У Хотінській та Свеській громадах були обстріли зі стрілецької зброї.

#### 20 березня
Ворог гатив по Дружбівській, Свеській та Есманьській громадах із мінометів.

#### 22 березня
У Свеській громаді був обстріл зі стрілецької зброї.

#### 25 березня
У Свеській громаді був обстріл зі стрілецької зброї.

#### 31 березня
Свеська громада: 2 міни скинули росіяни на територію громади.

#### 01 квітня
Свеська громада: відбувся обстріл FPV-дроном (1 вибух).

#### 05 квітня
Російські військові завдали два авіаудари по Свесі. Боєприпаси розірвались поруч з приватними житловими будинками на околиці населеного пункту близько 13:30. Вибухова хвиля зруйнувала будинок, який використовували як дачу. За процесуального керівництва Сумської обласної прокуратури проводиться досудове розслідування за фактом порушення законів та звичаїв війни.

#### 06 квітня
Здійснено обстріл з РСЗВ (4 вибухи).

#### 11 квітня
12 мін скинули росіяни на територію громади. Також були обстріли зі ствольної артилерії (25 вибухів). Внаслідок одного з артобстрілів поранено 2 жителів громади.

#### 12 квітня
Ворог бив з артилерії. Зафіксовано 20 вибухів. Зафіксовано обстріл із РСЗВ (3 вибухи).

#### 13 квітня
Здійснено мінометний обстріл (2 вибухи) громади та зафіксовано авіаудар КАБом (2 вибухи).

#### 18 квітня
З ворожого літака здійснено скидання авіаційних бомб типу «КАБ» (4 вибухи).

#### 1 травня
По Свеській громаді був мінометний обстріл (3 вибухи).

#### 20 травня
Протягом дня російські війська здійснили 48 обстріли прикордонних територій та населених пунктів Сумської області. Зафіксовано 243 вибухи. Обстрілів зазнали Садівська, Миколаївська, Хотінська, Юнаківська, Білопільська, Краснопільська, Миропільська, Великописарівська, Путивльська, Есманьська, Шалигинська, Середино-Будська, Свеська, Зноб-Новгородська громади, повідомляє Сумської обласна військова адміністрація.

### 30 травня
Завдано мінометний обстріл (6 вибухів), зафіксований удар з БпЛА (FPV-дрон «камікадзе») (1 вибух).

### 1 червня
Був обстріл громади з мінометів (5 вибухів).

### 4 червня
Зафіксована атака БПЛА «Ланцет» (2 вибухи).

### 19 червня
Відбулося скидання ВОГ з БпЛА (5 вибухів).

### 3 липня
6 мін скинули росіяни на територію громади.

### 13 серпня
Завдано удар FPV дроном (1 вибух).

### 15 серпня
Здійснено удар FPV дроном (1 вибух).

### 22 серпня
По громаді здійснено авіаудари КАБ (4 вибухи), унаслідок чого отримала поранення 1 цивільна особа.

### 24 серпня
Близько 10 ранку сталася чергова атака на Свеське лісництво Свеської філії ДП “Ліси України”. У результаті зруйновано цех переробки деревини: лінію виробництва, всі станки, повідомляє “Північний лісовий офіс”. По громаді зафіксовано авіаудар (КАБ) (4 вибухи), унаслідок чого цивільна особа отримала поранення. Також був ракетний удар (1 вибух).

### 25 серпня
Близько 15:00 год, застосовуючи заборонені міжнародним правом методи ведення війни, ворог скинув керовані авіаційні бомби на житловий квартал у селищі Свеса. Унаслідок атаки окупантів один засіб ураження потрапив у дерево, яке впало на мотоцикл. Водій та його 37-річна пасажирка загинули. Інша бомба впала на пʼятиповерховий будинок, поранено двох мешканців. Прокурори у взаємодії з іншими правоохоронцями документують наслідки обстрілів. У подальшому матеріали кримінального провадження будуть передані до Управління Служби безпеки України в Сумській області, повідомили в обласній прокуратурі. Зафіксовано авіаудар (КАБ) (9 вибухів).

### 26 серпня
Зафіксовано артилерійський обстріл (2 вибухи).

### 29 серпня
Зафіксовано пуск авіабомб КАБ (5 вибухів), здійснено обстріл зі ствольної артилерії (36 вибухів). 

### 30 серпня
Зафіксовано удар FPV-дроном (2 вибухи).